# Роџер Главер
Роџер Дејвид Главер (енгл. Roger David Glover; 30. новембар 1945) британски је музичар, музички продуцент и аутор песама. Најпознатији је као басиста групе Deep Purple са којом је 2016. године уврштен у Дворану славних рокенрола. Такође је био члан групе Rainbow.

## Дискографија
Соло
- Let's Go to the Disco/Broken Man (1974)
- The Butterfly Ball and the Grasshopper's Feast (1974)
- Strawberry Fields Forever/Isolated Lady (1975)
- Elements (1978)
- Mask (1984)
- Accidentally on Purpose (1988)
- Snapshot (2002)
- If Life Was Easy (2011)